# Nationaler ukrainischer Volkschor Werowka

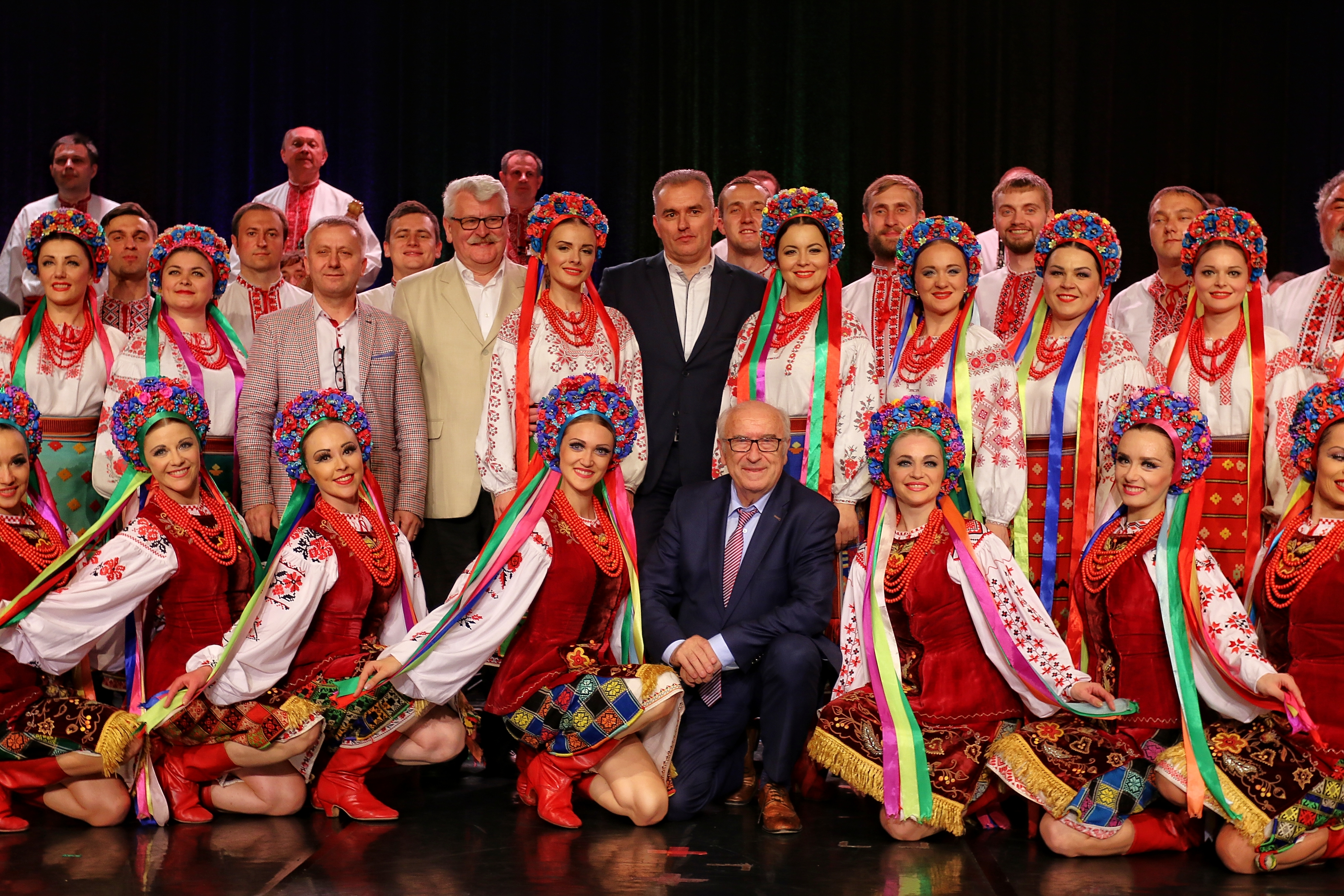
Der Nationale ukrainische Volkschor Werowka 2018

Der Nationale ukrainische Volkschor Werowka (ukrainisch Національний заслужений академічний український народний хор України) ist ein professionelles ukrainisches Vokal- und Tanzensemble.

## Geschichte

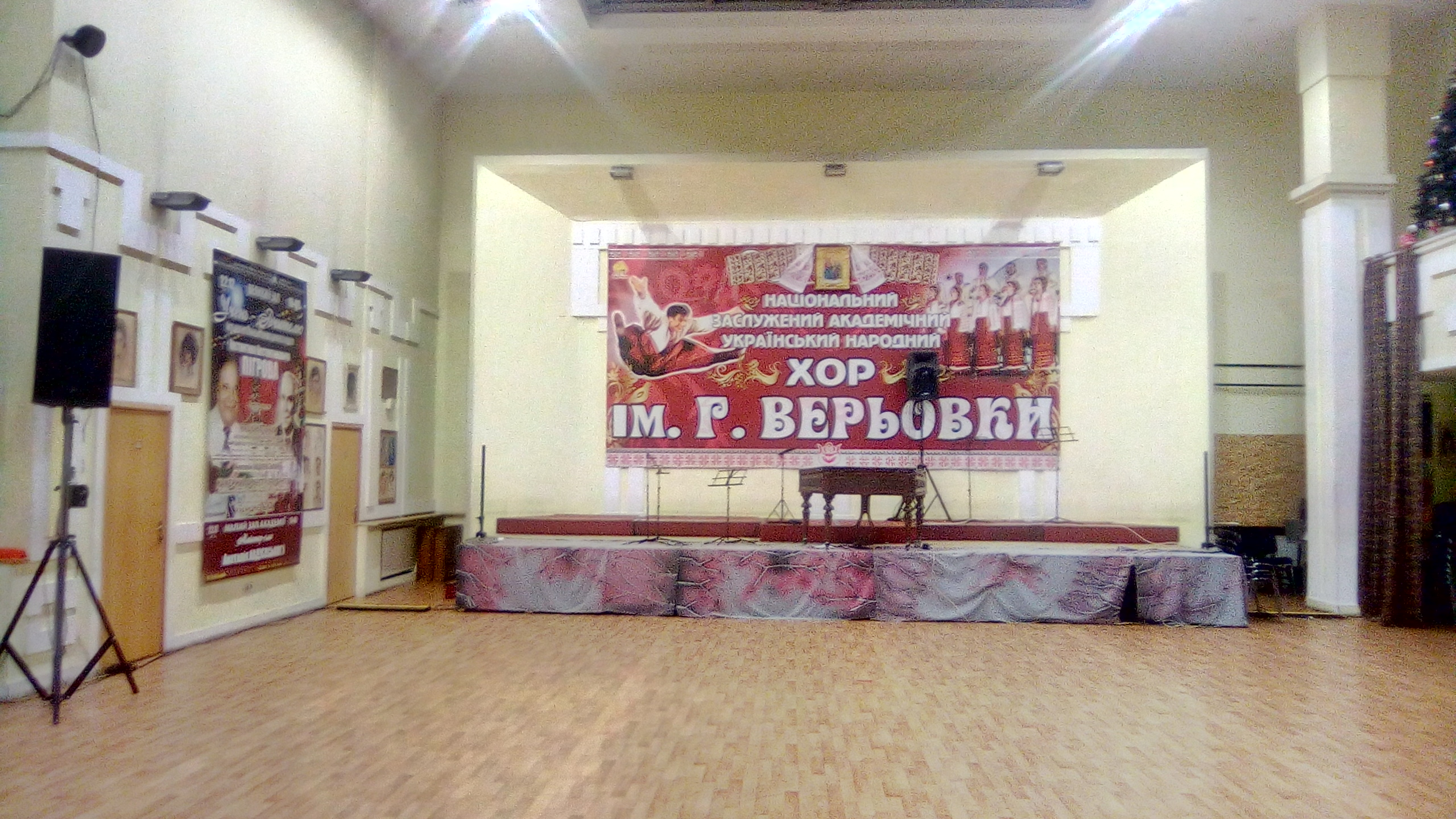
Der Probenraum des Chores in Kiew

Der Chor wurde 1943 in Charkiw zur Förderung und Verbreitung ukrainischer Volksmusik und Tanztraditionen gegründet. Initiator und erster Chorleiter war Hryhorij Werowka. Das Ensemble trat in den 1950er und 1960er Jahren in verschiedenen Ländern des Ostblocks und Westeuropa auf. Werowska zu Ehren erhielt der Chor nach dessen Tod im Jahr 1964 seinen heutigen Namen. Nachfolger Werowskas wurde Anatolij Awdijewskyj. Seit Awdijewskyjs Tod 2016 leitet Senowij Korinez das Ensemble.
Das Repertoire des Ensembles basiert auf ukrainischer und internationaler Folklore sowie Liedern und Tänzen. Zur Zeit der Sowjetunion gehörten auch Lieder dazu, die der Kommunistischen Partei gewidmet waren. Bemerkenswert war die Uraufführung der zu Sowjetzeiten verbotenen Volksoper Wenn der Farn blüht von Jewhen Stankowytsch 2011.
Das Ensemble besteht aus 158 Mitgliedern.

## Auszeichnungen
Der Werowka-Chor nimmt traditionell an großen ukrainischen Staatsveranstaltungen teil. Er erhielt viele nationale und internationale Auszeichnungen. Seit 1965 trägt der Chor den Titel „verdient“ und seit 1974 den Titel „akademisch“. 1997 erhielt er den Status „national“. Insbesondere für seinen Beitrag zum Frieden und zur Freundschaft zwischen den Völkern wurde ihm vom Weltfriedensrat eine Silbermedaille verliehen.